# Hypogastruridae
Hypogastruridae zijn een familie van springstaarten en telt 666 soorten.

## Taxonomie
- Geslacht Acherongia (4 soorten)
- Geslacht Acherontides (11 soorten)
- Geslacht Acherontiella (20 soorten)
- Geslacht Acheroxenylla (3 soorten)
- Geslacht Austrogastrura (2 soorten)
- Geslacht Barbagastrura (1 soort)
- Geslacht Biscoia (1 soort)
- Geslacht Bonetogastrura (7 soorten)
- Geslacht Celegastrura (1 soort)
- Geslacht Ceratophysella (125 soorten)
- Geslacht Choreutinula (5 soorten)
- Geslacht Cosberella (8 soorten)
- Geslacht Denigastrura (1 soort)
- Geslacht Ecuadogastrura (1 soort)
- Geslacht Gnathogastrura (1 soort)
- Geslacht Hypogastrura (Franzura) (1 soort)
- Geslacht Hypogastrura (Hypogastrura) (163 soorten)
- Geslacht Hypogastrura (164 soorten)
- Geslacht Jacutogastrura (1 soort)
- Geslacht Mesachorutes (2 soorten)
- Geslacht Mesogastrura (5 soorten)
- Geslacht Microgastrura (7 soorten)
- Geslacht Neobeckerella (1 soort)
- Geslacht Octoacanthella (1 soort)
- Geslacht Ongulogastrura (1 soort)
- Geslacht Orogastrura (7 soorten)
- Geslacht Parawillemia (1 soort)
- Geslacht Paraxenylla (9 soorten)
- Geslacht Pseudacherontides (9 soorten)
- Geslacht Schaefferia (28 soorten)
- Geslacht Schoettella (Gomphiocephalus) (1 soort)
- Geslacht Schoettella (Knowltonella) (1 soort)
- Geslacht Schoettella (12 soorten)
- Geslacht Stenogastrura (1 soort)
- Geslacht Tafallia (2 soorten)
- Geslacht Taurogastrura (1 soort)
- Geslacht Thibaudylla (4 soorten)
- Geslacht Triacanthella (22 soorten)
- Geslacht Typhlogastrura (19 soorten)
- Geslacht Willemgastrura (1 soort)
- Geslacht Willemia (41 soorten)
- Geslacht Xenylla (128 soorten)
- Geslacht Xenyllogastrura (8 soorten)

## In Nederland waargenomen soorten
- Genus: Ceratophysella
  - Ceratophysella bengtssoni
  - Ceratophysella denticulata
  - Ceratophysella gibbosa
  - Ceratophysella granulata
- Genus: Hypogastrura
  - Hypogastrura assimilis
  - Hypogastrura litoralis
  - Hypogastrura purpurescens
  - Hypogastrura viatica
- Genus: Xenylla
  - Xenylla grisea
  - Xenylla maritima